# Ronnie Hellström
Ronnie Carl Hellström (21. února 1949, Malmö – 6. února 2022) byl švédský fotbalista. Hrával na pozici brankáře.Zemřel 6. února 2022 ve věku 72 let na rakovinu jícnu.
V dresu švédské reprezentace odehrál 77 zápasů. Hrál v jejím dresu na třech světových šampionátech, na mistrovství v Mexiku roku 1970, mistrovství v Německu 1974 a na mistrovství v Argentině 1978.
Dvakrát byl vyhlášen švédským fotbalistou roku (1971, 1978). V anketě Zlatý míč, která hledala nejlepšího fotbalistu Evropy, skončil roku 1978 šestý, roku 1974 třináctý, 1977 znovu třináctý, 1979 sedmadvacátý.